# Cmentarz żydowski w Radymnie

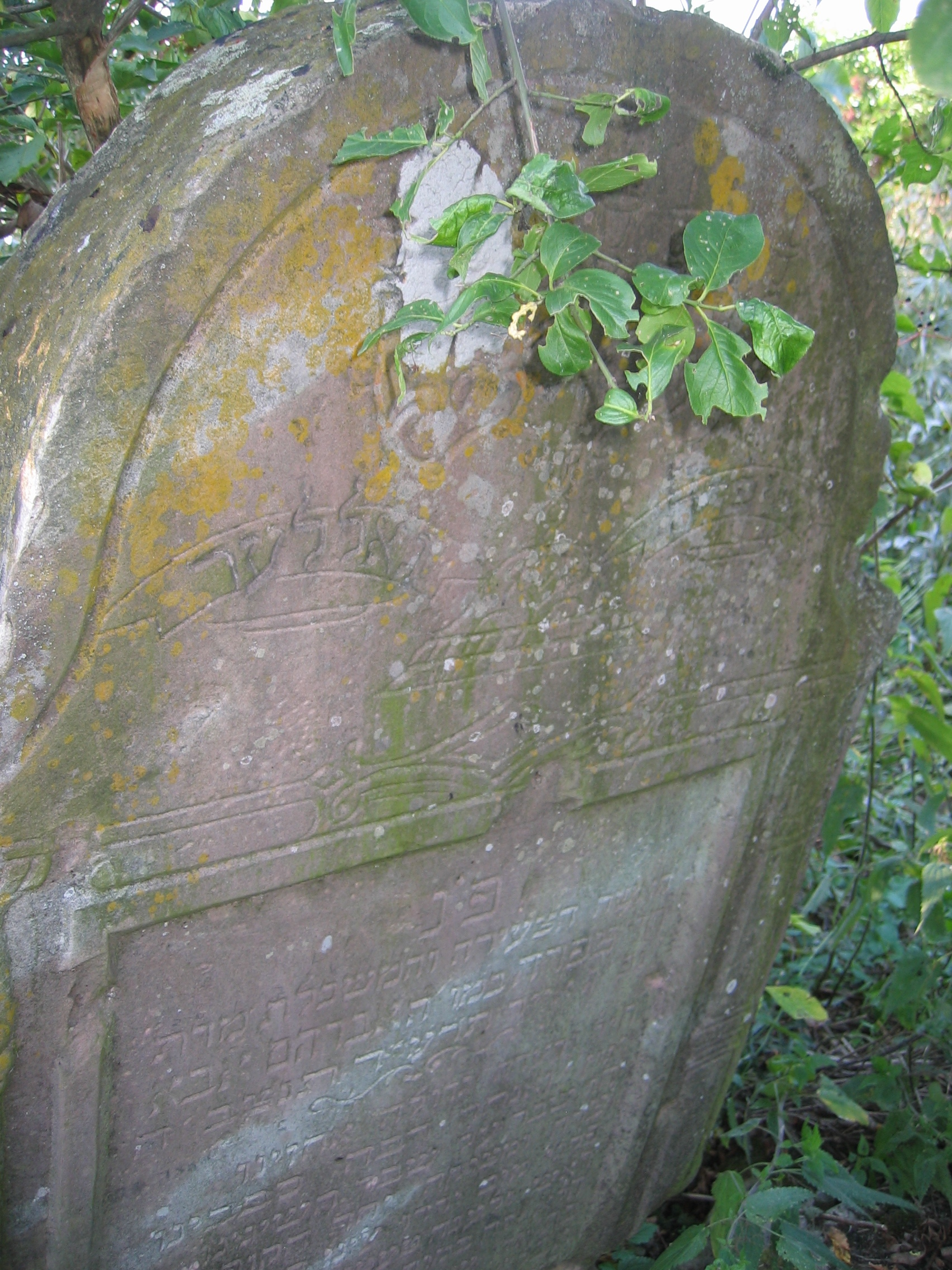
Macewa na kirkucie

Cmentarz żydowski w Radymnie – kirkut w Radymnie, założony w XIX wieku na polach na północ od kościoła parafialnego. W czasie II wojny światowej został zdewastowany, do dzisiaj zachowały się tylko dwie macewy. W miejscu śmierci ponad 100 Żydów z obozu pracy, którzy zostali zabici przez Niemców jesienią 1942, znajduje się pomnik. Kirkut zajmuje powierzchnię 0,5 ha.